# Ștefan Bărboianu
Ștefan Nicolae Bărboianu (* 24. Januar 1988 in Craiova) ist ein rumänischer Fußballspieler, der als Außenverteidiger eingesetzt wird.

## Karriere
Die Karriere von Bărboianu begann in der Fußballschule von Gheorghe Popescu in seiner Heimatstadt Craiova. Anfang 2006 wechselte er im Alter von 18 Jahren zum führenden Klub der Stadt, FC Universitatea Craiova, der seinerzeit in der zweiten rumänischen Liga, der Divizia B, spielte. Dort kam er in der ersten Spielzeit nur auf einen Einsatz und hatte somit geringen Anteil am Aufstieg des Klubs. In der Liga 1 debütierte er am 21. Oktober 2006 bei Auswärtssieg gegen den FC Național Bukarest. Erst in der Saison 2007/08 kam er verstärkt zum Einsatz. Platzierte er sich mit seinem Klub zunächst im Mittelfeld der Liga, geriet der Verein in der Spielzeit 2009/10 in den Abstiegskampf, wobei Bărboianu auf 29 Einsätze kam und sich mittlerweile als Stammkraft etabliert hatte.
In der Winterpause 2010/11 verließ Bărboianu den in Abstiegsgefahr befindlichen Klub und wechselte zum Ligakonkurrenten Dinamo Bukarest. Dort erreichte er das Pokalfinale, unterlag dort aber dem Lokalrivalen Steaua Bukarest durch ein von ihm selbst verursachtes Eigentor. Nach neun Einsätzen und der Qualifikation zur Europa League schloss er sich bereits ein halbes Jahr später Astra Ploiești an. Dort gelang ihm mit seinem Klub in der Saison 2012/13 erneut die Qualifikation zum Europapokal. Nachdem er jedoch in der Hinrunde 2013/14 nur auf drei Einsätze gekommen war, kehrte er Anfang 2014 zu Dinamo Bukarest zurück. Im Sommer 2015 schloss er sich CS Concordia Chiajna an. Vier Jahre blieb er beim Verein, bis 2019 etliche Stationen in der zweiten und dritten rumänischen Liga folgten.

## Erfolge
- Aufstieg in die Liga 1: 2006
- Qualifikation zur Europa League: 2011, 2013